# 王珪 (宋朝将领)
王珪（？—1041年），字秉直，河南开封人，北宋军事人物。
王珪年轻时习练拳术，非常擅长骑射，人称王铁枪。十九岁时，随亲从军，能用铁杵铁鞭。多次立功，击败西夏的进攻。历任殿前第一班押班、泾州驻泊都监、泾原路都监。康定初年，李元昊进攻镇戎军，他率领三千骑兵为前锋，西夏将他围攻数重，他率军奋力击破。康定二年，跟随任福，参加好水川之战，重伤身亡，追赠金州观察使。